# La marcia nuziale (film 2016)
La marcia nuziale (The Wedding March) è un film per la televisione del 2016 diretto da Neill Fearnley. 
Scritto da Neal H. Dobrofsky e Tippi Dobrofsky, il film, che ha come protagonisti Jack Wagner e Josie Bissett, è stato presentato in anteprima da Hallmark Channel il 25 giugno 2016 come parte della programmazione annuale del canale "June Weddings". Il film è il primo di una serie trasmessi dal canale, con The Wedding March 2: Resorting to Love in anteprima a giugno 2017, The Wedding March 3 Here Comes the Bride in anteprima a febbraio 2018, e un quarto previsto per giugno 2018.

## Trama
Con la sua attività di successo, e una figlia cresciuta, la madre single Olivia Persching non vede l'ora delle sue imminenti nozze con l'agente immobiliare di successo Josh Johnson a New York. Alla proposta di sua figlia Grace, Olivia prenota una pittoresca New England Inn per il suo matrimonio. È scioccata nello scoprire che la locanda è di proprietà e gestita dal suo fidanzato del college Mick Turner, e ancora più sgomenta quando apprende che Mick sarà il cantante al suo matrimonio, dopo che la sua band precedentemente prenotata ha annullato all'ultimo momento. La coppia non si vede da oltre due decenni e si era separata in cattive condizioni. La reunion di Olivia e Mick è tormentata dall'animosità, tuttavia ciò svanisce presto man mano che i vecchi sentimenti riaffiorano, incoraggiati sia da Grace che dalla figlia adolescente di Mick, Julie. Mick confessa i suoi veri sentimenti a Olivia durante la cena di prova, e le lascia la scelta tra andare avanti con il matrimonio come programmato o avere una seconda possibilità col primo amore.